# Język ndebele południowy
     0–20%
     20–40%
     40–60%
     60–80%
     80–100%

Zasięg procentowy języka w RPA.
0–20%
20–40%
40–60%
60–80%
80–100%

Język ndebele południowy (Transvaal Ndebele) – język z rodziny bantu, z grupy nguni, używany w północno-wschodniej części Republiki Południowej Afryki przez około 587 tys. ludzi (stan z roku 1996).